# Sposiamoci in quattro
Sposiamoci in quattro (Double Wedding) è un film statunitense del 1937 diretto da Richard Thorpe.
Il film è basato sull'opera teatrale di Ferenc Molnár intitolata Great Love (Nagy Szerelem).